# Ultralife
Ultralife è il secondo album in studio del gruppo musicale inglese Oh Wonder, pubblicato il 14 luglio 2017.

## Tracce
Testi e musiche di Oh Wonder.
1. Solo – 3:25
2. Ultralife – 3:32
3. Lifetimes – 3:52
4. High on Humans – 3:11
5. All About You – 3:02
6. Heavy – 3:12
7. Bigger Than Love – 3:40
8. Heart Strings – 3:24
9. Slip Away – 3:41
10. Overgrown – 3:58
11. My Friends – 4:55
12. Waste – 4:17

## Formazione
- Anthony West – voci, tastiere, percussioni
- Josephine Vander Gucht – voci, tastiere, percussioni